# Valea Fântânilor
Valea Fântânilor – wieś w Rumunii, w okręgu Dolj, w gminie Braloștița. W 2011 roku liczyła 660 mieszkańców.